# 坎納波利斯
坎納波利斯（英語：Kannapolis）是美國北卡羅來納州的一個城市，地跨卡貝勒斯郡和羅恩郡，也是夏洛特的一個郊區衛星城，屬於夏洛特都市區。據2010年人口普查，坎納波利斯有人口42,625人。